# Chicksinganagutti, Hungund
Chicksinganagutti là một làng thuộc tehsil Hungund, huyện Bagalkot, bang Karnataka, Ấn Độ.